# 광주서구어린이생태학습도서관
광주서구어린이생태학습도서관은 광주광역시 서구 소재의 어린이 도서관이다.

## 연혁
- 2008년 11월 26일 개관.

## 이용 안내
- 화 ~ 일요일: 오전 9시 ~ 오후 6시
- 매주 월요일 및 공휴일은 휴관